# C'est dur d'être un homme

C'est dur d'être un homme (男はつらいよ, Otoko wa tsurai yo) est une série de cinquante films japonais sortis entre 1969 et 2019, issus d'une série télévisée diffusée en 1968. Elle relate les mésaventures tragi-comiques de Torajirō Kuruma (車寅次郎, Kuruma Torajirō), dit Tora-san (寅さん), un homme sensible n'ayant pas de chance en amour, devant faire face à diverses crises économiques, problèmes familiaux et autres malheurs.
Kiyoshi Atsumi est l'interprète du personnage principal à la fois dans la série initiale et dans tous les films. À l'exception de deux films, Yōji Yamada est le réalisateur de la quasi-totalité des longs métrages.

## Présentation
Le personnage de Tora-san, soit « M. Tigre », l'un des plus populaires du cinéma japonais, fait son apparition en 1968 sur la chaîne Fuji, dans une série télévisée de vingt-six épisodes, jusqu'à ce qu'une astuce de scénario mette fin à ses jours en mars 1969. Mais les téléspectateurs prennent très mal sa disparition et ainsi naît, en août 1969, sous les auspices de la compagnie Shōchiku et la direction du réalisateur Yōji Yamada, la première apparition cinématographique de la série, C'est dur d'être un homme.
La série initiale compte 48 films dont la sortie s'étale entre 1969 et 1995. Tous ces films, à l'exception des troisième et quatrième opus, ont été réalisés par Yōji Yamada. Le rôle de Torajirō Kuruma (車 寅次郎, Kuruma Torajirō), Tora-san, a été joué dans tous les films par Kiyoshi Atsumi, sa mort en 1996 provoquant la fin de la série. Elle entre dans le livre Guinness des records comme la plus prolifique série de cinéma.
En 1997, sort au cinéma le 49e volet, Retour à Okinawa, qui est un film hommage sous la forme d'une ré-édition du film de 1980, Okinawa mon amour, avec un nouveau montage.
À l'occasion du 50e anniversaire de la sortie du premier film de la série, Yōji Yamada réalise en 2019 un 50e film, Tora-san pour toujours, centré sur le personnage de Mitsuo, le neveu de Tora-san qui se remémore les aventures de son oncle,. Tora-san, sous les traits de Kiyoshi Atsumi, y apparaît grâce à l'utilisation d'images d'archives.

## Le personnage de Tora-san

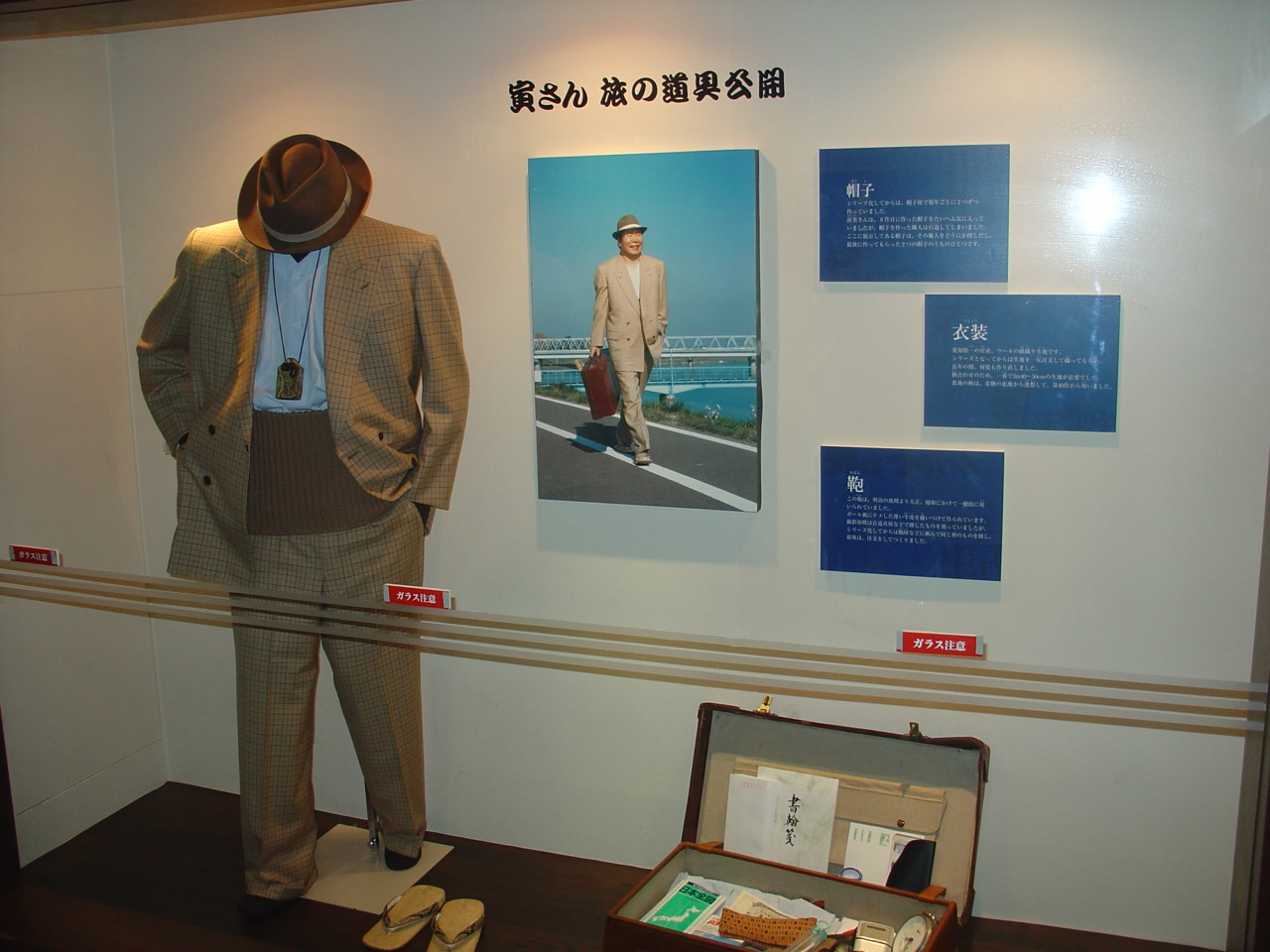
La tenue de Tora-san (musée Katsushika Shibamata Tora-san kinenkan).

Avec son galurin beige, son haramaki (ceinture de laine traditionnelle des gens du peuple), son o-mamori (amulette porte-bonheur), ses setta (sandales), sa veste à carreaux et sa valise en cuir, l'acteur Kiyoshi Atsumi qui incarne Tora-san compose une silhouette aisément reconnaissable,.
Tora-San, orphelin depuis sa tendre enfance, est un perpétuel vagabond, camelot ambulant fort en gueule mais sympathiquement naïf, il est une sorte de « bon Samaritain » à la nature exubérante, qui choisit la marginalité par goût de l'indépendance, tout en se réintégrant périodiquement sa famille à Shibamata (ja), dans l'arrondissement de Katsushika à Tokyo. Cette dernière est toujours prête à l'accueillir malgré sa réputation de gaffeur. Au cours des différentes étapes de la série, Tora-San parcourt le Japon du nord au sud, rencontrant les plus belles filles, avec qui il se contente des relations platoniques qu'impose une série tout public.
Presque tous les films ont la même histoire : Tora-san, un marchand ambulant, arrive dans une ville perdue pour vendre sa marchandise. Il rencontre une femme du coin, souvent une demoiselle en détresse, et lui demande de le trouver si jamais elle vient à Tokyo. Il rentre ensuite chez lui à Tokyo et se heurte à sa famille. La demoiselle vient visiter Tora-san et il tombe amoureux d'elle. Cependant, malgré ses efforts pour la séduire, elle finit avec un autre homme, ce qui lui brise le cœur.

Depuis novembre 1997, un musée consacré à la série est ouvert à Shibamata (ja), le Tora-san Museum (葛飾柴又寅さん記念館, Katsushika Shibamata Tora-san kinenkan). 
Une statue représentant Tora-san a été installée en 1999 devant l'entrée de la gare de Shibamata (en) ; elle a été rejointe par une statue de sa demi-sœur Sakura en 2017. Un « sommet » est également consacré à Tora-san chaque année dans le quartier.

## Distribution

### La série télévisée
- Kiyoshi Atsumi : Torajirō Kuruma / Tora-san
- Aiko Nagayama (ja) : Sakura, sa sœur
- Shin Morikawa (ja) : Ryūzō Kuruma, l'oncle
- Tokuko Sugiyama (ja) : Tsune Kuruma, la tante
- Gajirō Satō (ja) : le petit frère de Tora-san
- Hisashi Igawa : Hiroshi Suwa

### Les films
- Kiyoshi Atsumi : Torajirō Kuruma / Tora-san
- Chieko Baishō : Sakura Suwa, sa demi-sœur
- Shin Morikawa (ja) : Ryūzō Kuruma, son oncle (films 1 à 8)
- Tatsuo Matsumura : Ryūzō Kuruma, son oncle (films 9 à 13)
- Masami Shimojō (ja) : Ryūzō Kuruma, son oncle (films 14 à 49)
- Chieko Misaki (ja) : Tsune Kuruma, sa tante
- Gin Maeda (en) : Hiroshi Suwa, le mari de Sakura
- Hayato Nakamura : Mitsuo Suwa, fils de Sakura et de Hiroshi (films 8, 10 à 26)
- Yasuhiro Okita : Mitsuo Suwa (film 9)
- Hidetaka Yoshioka : Mitsuo Suwa (films 27 à 50)
- Chishū Ryū : Gozen-sama, le grand prêtre du temple Shibamata Taishakuten

Acteurs et actrices de la série C'est dur d'être un homme
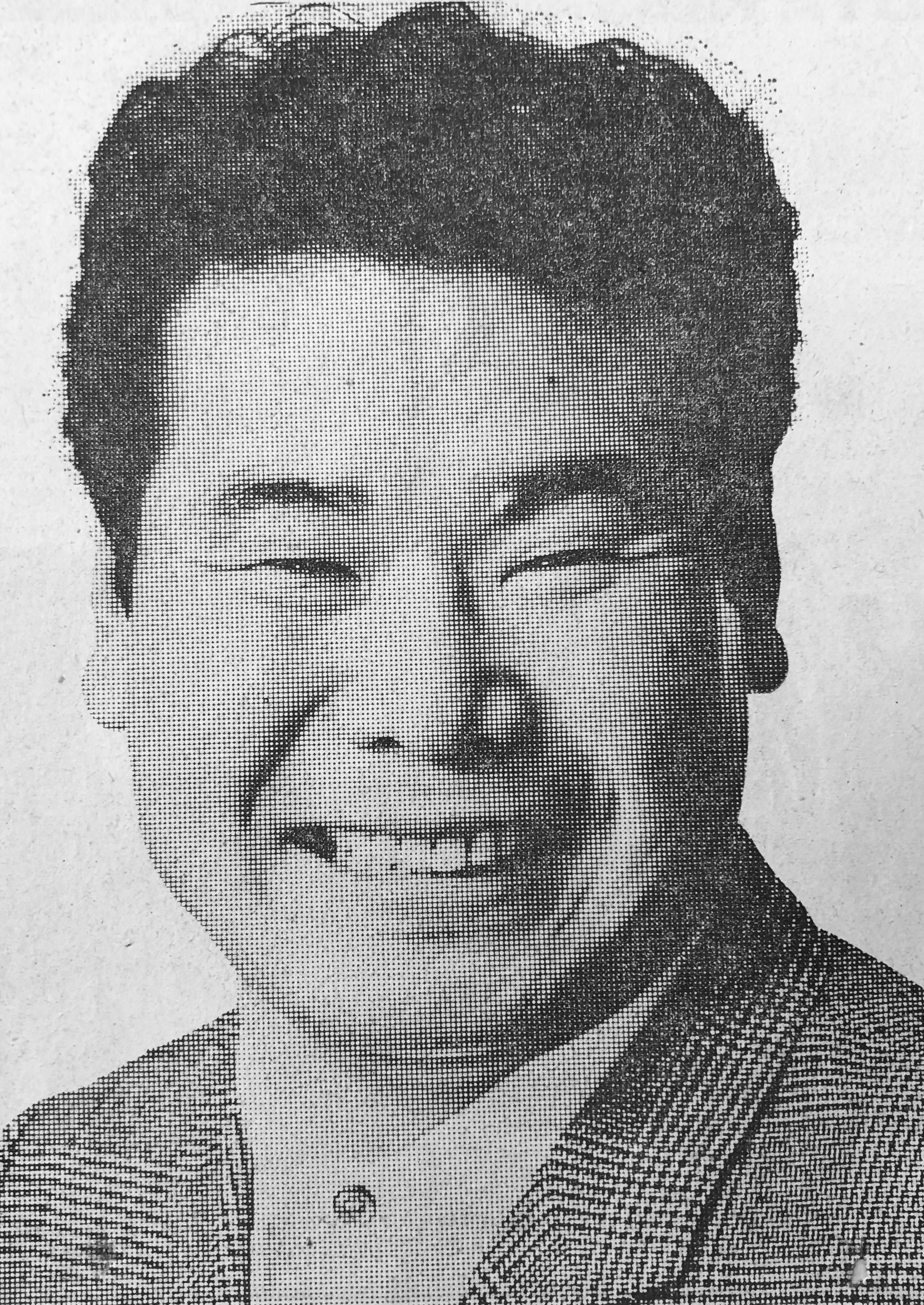
Kiyoshi Atsumi en 1967.
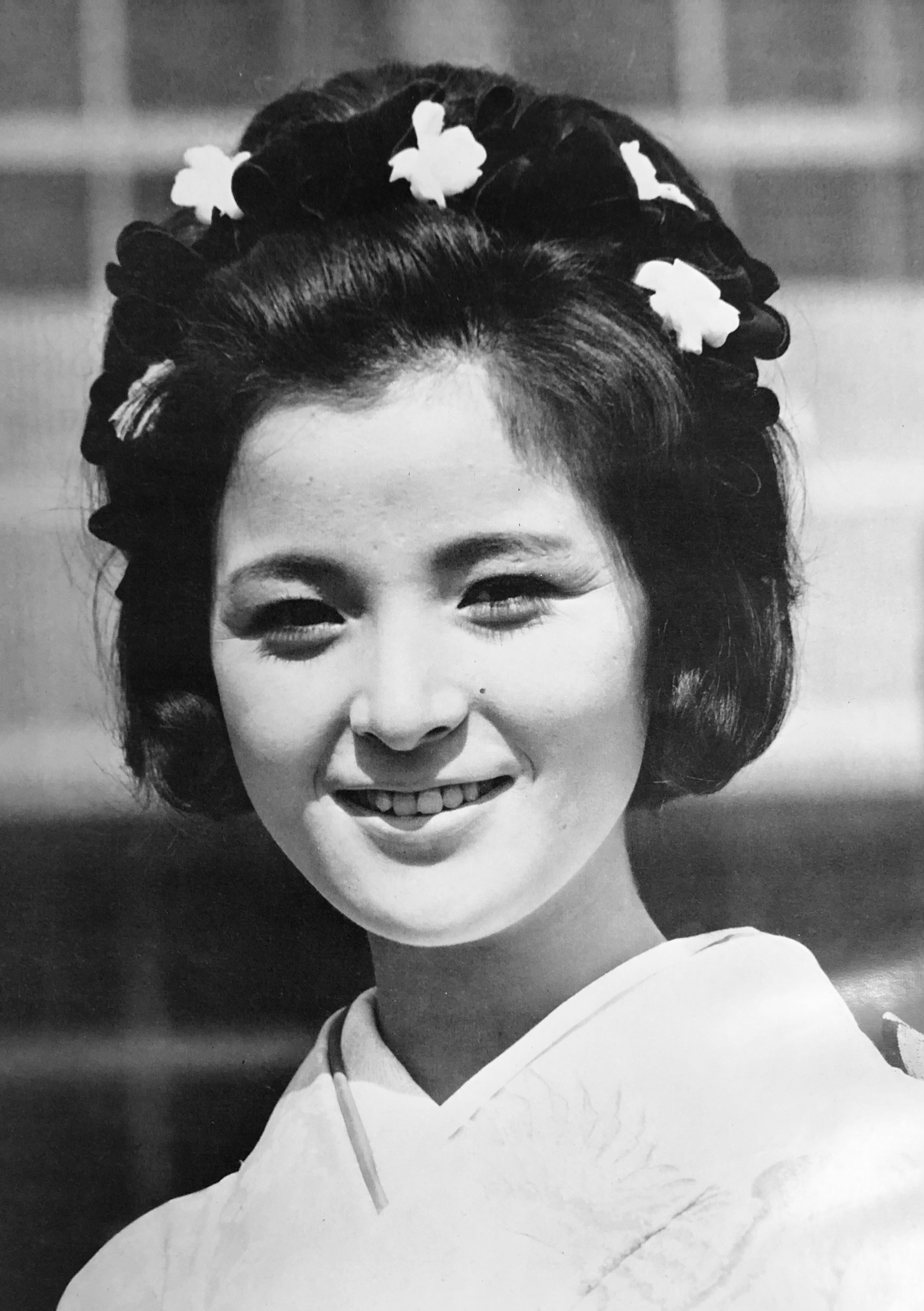
Chieko Baishō en 1965.
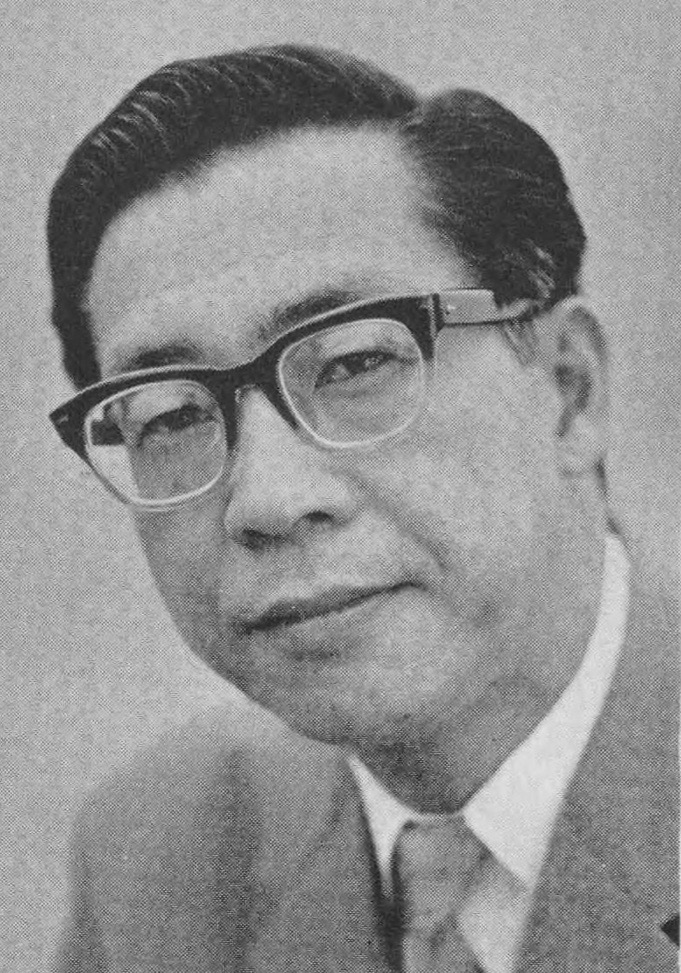
Tatsuo Matsumura vers 1963.
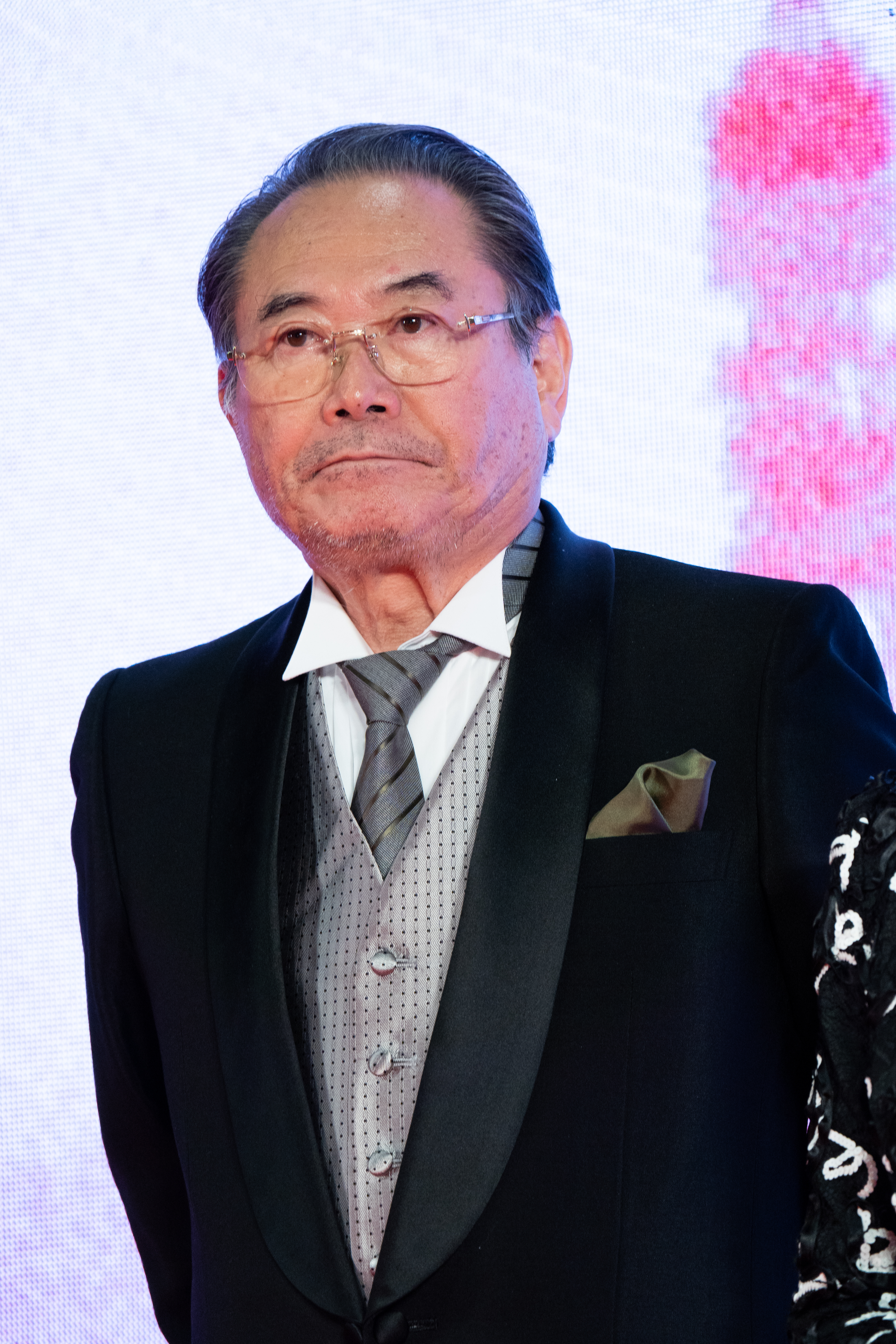
Gin Maeda en 2019.
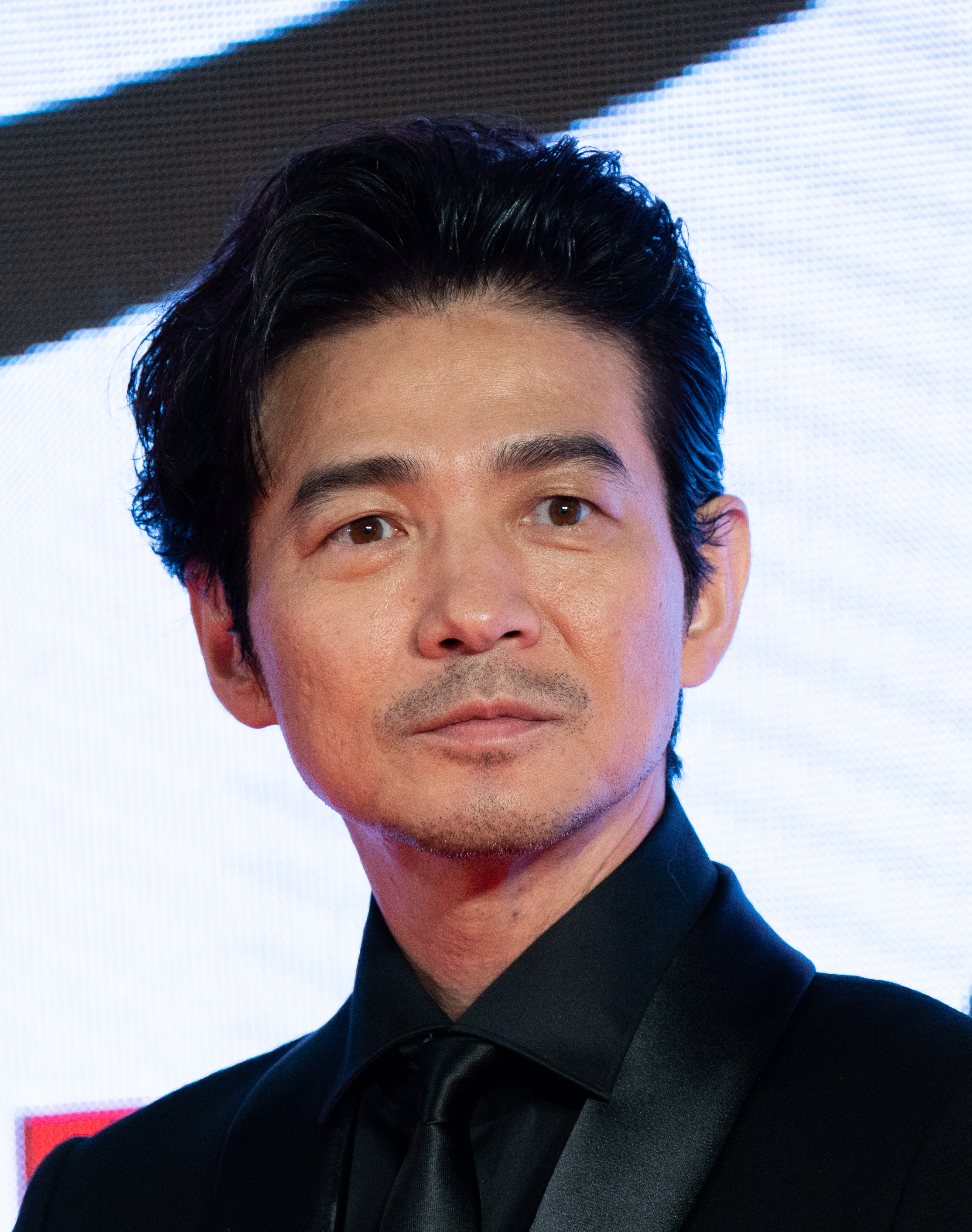
Hidetaka Yoshioka en 2019.
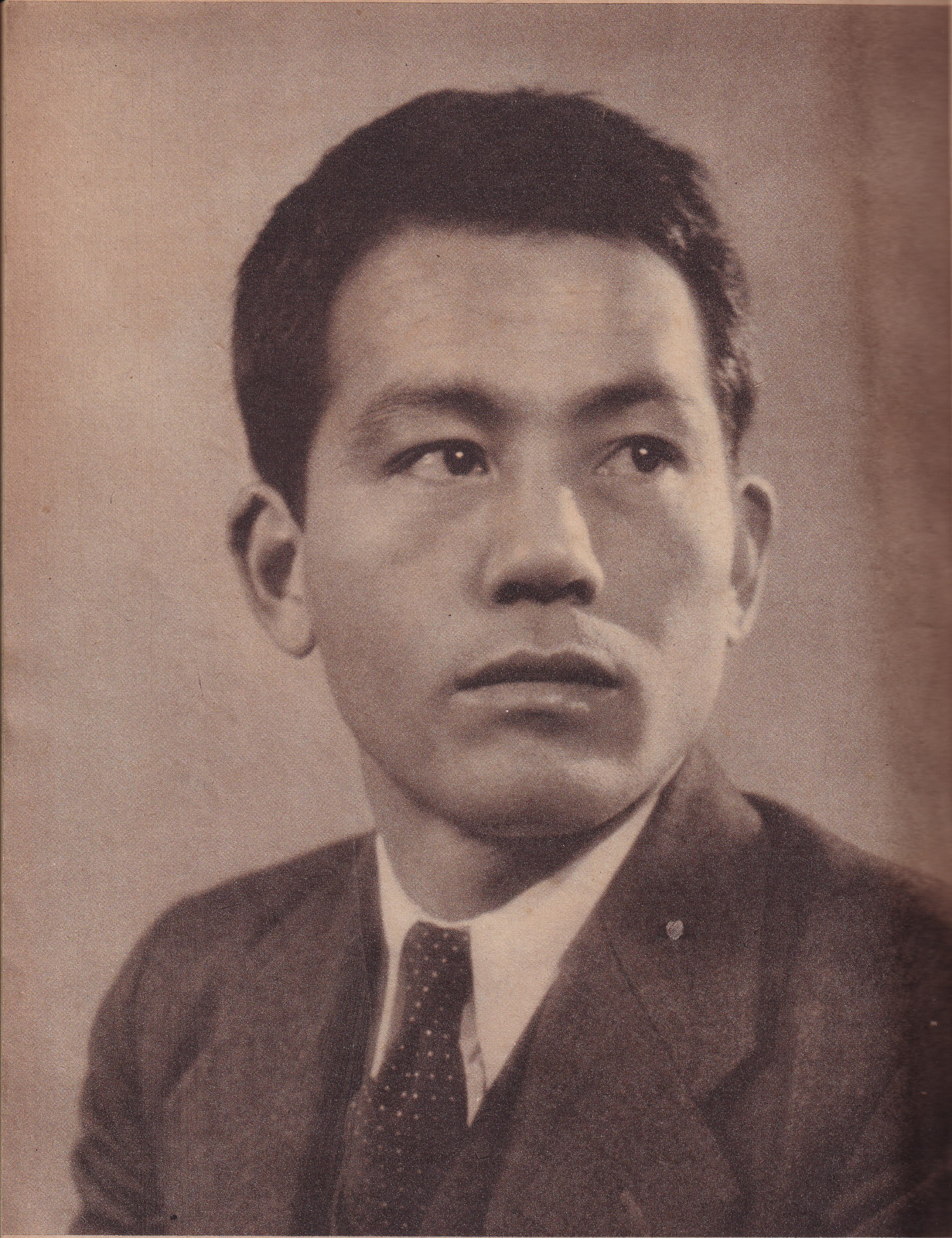
Chishū Ryū en 1940.

## Liste des 50 films de la série
À l'exception du 3e et du 4e film, tous les autres sont réalisés par Yōji Yamada.
1. 1969 : C'est dur d'être un homme (男はつらいよ, Otoko wa tsurai yo?)
2. 1969 : C'est dur d'être un homme : Maman chérie (続・男はつらいよ, Zoku otoko wa tsurai yo?)[10]
3. 1970 : C'est dur d'être un homme : Le Grand Amour (男はつらいよ フーテンの寅, Otoko wa tsurai yo: Fūten no Tora?) d'Azuma Morisaki (ja)[11]
4. 1970 : C'est dur d'être un homme : Le Millionnaire (新・男はつらいよ, Shin otoko wa tsurai yo?) de Shunichi Kobayashi (ja)[12]
5. 1970 : C'est dur d'être un homme : Tora-san est nostalgique (男はつらいよ 望郷篇, Otoko wa tsurai yo: Bōkyō hen?)[13]
6. 1971 : C'est dur d'être un homme : Un air de candeur (男はつらいよ 純情篇, Otoko wa tsurai yo: Junjō hen?)[14]
7. 1971 : C'est dur d'être un homme : Le Bon Samaritain (男はつらいよ 奮闘篇, Otoko wa tsurai yo: Funtō hen?)[15]
8. 1971 : C'est dur d'être un homme : Une vie simple (男はつらいよ 寅次郎恋歌, Otoko wa tsurai yo: Torajirō koiuta?)[16]
9. 1972 : C'est dur d'être un homme : Mon cher quartier (男はつらいよ 柴又慕情, Otoko wa tsurai yo: Shibamata bojō?)[17]
10. 1972 : C'est dur d'être un homme : Rêve éveillé (男はつらいよ 寅次郎夢枕, Otoko wa tsurai yo: Torajirō yumemakura?)[18]
11. 1973 : C'est dur d'être un homme : Élégie du vagabondage (男はつらいよ 寅次郎忘れな草, Otoko wa tsurai yo: Torajirō wasurenagusa?)[19]
12. 1973 : C'est dur d'être un homme : Mon Torajirô à moi (男はつらいよ 私の寅さん, Otoko wa tsurai yo: Watashi no tora-san?)[20]
13. 1974 : C'est dur d'être un homme : La Maladie d'amour (男はつらいよ 寅次郎恋やつれ, Otoko wa tsurai yo: Torajirō koiyatsure?)[21]
14. 1974 : C'est dur d'être un homme : Les Affres de la paternité (男はつらいよ 寅次郎子守唄, Otoko wa tsurai yo: Torajirō komoriuta?)[22]
15. 1975 : C'est dur d'être un homme : Un parapluie pour deux (男はつらいよ 寅次郎相合い傘, Otoko wa tsurai yo: Torajirō aiaigasa?)[23]
16. 1975 : C'est dur d'être un homme : Intellectuellement vôtre (男はつらいよ 葛飾立志篇, Otoko wa tsurai yo: Katsushika risshihen?)[24]
17. 1976 : C'est dur d'être un homme : La Libellule rouge (男はつらいよ 寅次郎夕焼け小焼け, Otoko wa tsurai yo: Torajirō yūyake koyake?)[25]
18. 1976 : C'est dur d'être un homme : Pur est le cœur du poète (男はつらいよ 寅次郎純情詩集, Otoko wa tsurai yo: Torajirō junjō shishū?)[26]
19. 1977 : C'est dur d'être un homme : Mon Seigneur ! (男はつらいよ 寅次郎と殿様, Otoko wa tsurai yo: Torajirō to tonosama?)[27]
20. 1977 : C'est dur d'être un homme : L'Entremetteur (男はつらいよ 寅次郎頑張れ!, Otoko wa tsurai yo: Torajirō ganbare!?)[28]
21. 1978 : C'est dur d'être un homme : Tora-san entre en scène (男はつらいよ 寅次郎わが道をゆく, Otoko wa tsurai yo: Torajirō wagamichi o yuku?)[29]
22. 1978 : C'est dur d'être un homme : Elle court, elle court la rumeur (男はつらいよ 噂の寅次郎, Otoko wa tsurai yo: Uwasa no Torajirō?)[30]
23. 1979 : C'est dur d'être un homme : Tora-san ange gardien (男はつらいよ 翔んでる寅次郎, Otoko wa tsurai yo: Tonderu Torajirō?)[31]
24. 1979 : C'est dur d'être un homme : L'Américain (男はつらいよ 寅次郎春の夢, Otoko wa tsurai yo: Torajirō haru no yume?)[32]
25. 1980 : C'est dur d'être un homme : Okinawa mon amour (男はつらいよ 寅次郎ハイビスカスの花, Otoko wa tsurai yo: Torajirō haibisukasu no hana?)[33]
26. 1980 : C'est dur d'être un homme : Un drôle de père (男はつらいよ 寅次郎かもめ歌, Otoko wa tsurai yo: Torajirō kamome uta?)[34]
27. 1981 : C'est dur d'être un homme : Tora-san et la Geisha (男はつらいよ 浪花の恋の寅次郎, Otoko wa tsurai yo: Naniwa no koino Torajirō?)[35]
28. 1981 : C'est dur d'être un homme : La Promesse (男はつらいよ 寅次郎紙風船, Otoko wa tsurai yo: Torajirō kamifūsen?)[36]
29. 1982 : C'est dur d'être un homme : L'Indécis (男はつらいよ 寅次郎あじさいの恋, Otoko wa tsurai yo: Torajirō ajisai no koi?)[37]
30. 1982 : C'est dur d'être un homme : Le Conseiller (男はつらいよ 花も嵐も寅次郎, Otoko wa tsurai yo: Hana mo arashi mo Torajirō?)[38]
31. 1983 : C'est dur d'être un homme : La Chanteuse (男はつらいよ 旅と女と寅次郎, Otoko wa tsurai yo: Tabi to onna to Torajirō?)[39]
32. 1983 : C'est dur d'être un homme : Priez pour nous Tora-san (男はつらいよ 口笛を吹く寅次郎, Otoko wa tsurai yo: Kuchibue o fuku Torajirō?)[40]
33. 1984 : C'est dur d'être un homme : Marions-les (男はつらいよ 夜霧にむせぶ寅次郎, Otoko wa tsurai yo: Yogiri ni musebu Torajirō?)[41]
34. 1984 : C'est dur d'être un homme : Amour interdit (男はつらいよ 寅次郎真実一路, Otoko wa tsurai yo: Torajirō shinjitsu ichiro?)[42]
35. 1985 : C'est dur d'être un homme : Le Cœur sur la main (男はつらいよ 寅次郎恋愛塾, Otoko wa tsurai yo: Torajirō ren'aijuku?)[43]
36. 1985 : C'est dur d'être un homme : L'Institutrice (男はつらいよ 柴又より愛をこめて, Otoko wa tsurai yo: Shibamata yori ai o komete?)[44]
37. 1986 : C'est dur d'être un homme : L'Oiseau bleu du bonheur (男はつらいよ 幸福の青い鳥, Otoko wa tsurai yo: Shiawase no aoi tori?)[45]
38. 1987 : C'est dur d'être un homme : En route pour Hokkaidō ! (男はつらいよ 知床慕情, Otoko wa tsurai yo: Shiretoko bojō?)[46]
39. 1987 : C'est dur d'être un homme : Il était une fois Tora-san (男はつらいよ 寅次郎物語, Otoko wa tsurai yo: Torajirō monogatari?)[47]
40. 1988 : C'est dur d'être un homme : Quelle salade ! (男はつらいよ 寅次郎サラダ記念日, Otoko wa tsurai yo: Torajirō sarada kinenbi?)[48]
41. 1989 : C'est dur d'être un homme : Détour par Vienne (男はつらいよ 寅次郎心の旅路, Otoko wa tsurai yo: Torajirō kokoro no tabiji?)[49]
42. 1989 : C'est dur d'être un homme : Mon oncle (男はつらいよ ぼくの伯父さん, Otoko wa tsurai yo: Boku no ojisan?)[50]
43. 1990 : C'est dur d'être un homme : Les Vacances de Tora-san (男はつらいよ 寅次郎の休日, Otoko wa tsurai yo: Torajirō no kyūjitsu?)[51]
44. 1991 : C'est dur d'être un homme : La Confession (男はつらいよ 寅次郎の告白, Otoko wa tsurai yo: Torajirō no kokuhaku?)[52]
45. 1992 : C'est dur d'être un homme : C'est dur d'être Tora-san (男はつらいよ 寅次郎の青春, Otoko wa tsurai yo: Torajirō no seishun?)[53]
46. 1993 : C'est dur d'être un homme : La Proposition de mariage (男はつらいよ 寅次郎の縁談, Otoko wa tsurai yo: Torajirō no endan?)[54]
47. 1994 : C'est dur d'être un homme : La Dame du lac (男はつらいよ 拝啓 車寅次郎様, Otoko wa tsurai yo: Haikei, Kuruma Torajirō-sama?)[55]
48. 1995 : C'est dur d'être un homme : Tora-san à la rescousse (男はつらいよ 寅次郎紅の花, Otoko wa tsurai yo: Torajirō kurenai no hana?)[56]
49. 1997 : C'est dur d'être un homme : Retour à Okinawa (男はつらいよ 寅次郎ハイビスカスの花 特別篇, Otoko wa tsurai yo: Torajirō haibisukasu no hana tokubetsuhen?)[57]
50. 2019 : C'est dur d'être un homme : Tora-san pour toujours (男はつらいよ お帰り 寅さん, Otoko wa tsurai yo: Okaeri Tora-san?)[58],[4]

## Postérité
- Dans le premier épisode de la série animée Ashita no Joe, Joe Yabuki arrive dans un village mal famé et une affiche du film Otoko wa tsurai yo est présente sur une palissade.